# Боб Джек
Боб Джек (настоящее имя — Сергей Андреевич Михайлов; род. 11 июля 1971 года, Ленинград, СССР) — бывший российский режиссёр фильмов для взрослых, а также писатель, композитор, певец и бывший продюсер музыкального проекта «Катя Самбука».

## Биография
Известность получил благодаря участию в фестивалях взрослого кино FICEB в Барселоне, в международной московской выставке X’Show (ныне не существующей), а также в качестве эксперта в вопросах эротики на российском телевидении. Герой фильма MTV «Звёзды русского порно» — документальной ленты, состоящей из фильмов Боба Джека, где снялась Елена Беркова.
В 2013 году принял предложение поучаствовать в эксперименте миллиардера из США Денниса Тито, первого космического туриста, обещавшего профинансировать экспедицию на Марс для супружеской пары.

## Личная жизнь
- Первая жена — порноактриса Татьяна Скоморохова (род. 27.08.1977)[10][11].
- Вторая жена (до 2015) — Катя Самбука. Также она является одной из героинь автобиографического романа Боба Джека «Por-no!»[12]. В 2015 году супруги расстались со скандалом[13][14][15]. У пары есть дочь Звана.

## Книги
Боб Джек. POR-NO! — СПб.: Амфора, 2007. — 344 с. — (СтогOFF Project). — 5000 экз. — ISBN 978-5-367-00619-3.

## Фильмография
Как режиссёр:
- 2006 — Таня Таня. Королева порно[16][17]
- 2006 — Танины Каникулы[16]
- 2006 — Сексодром[18]
- 2007 — Русские профессиАналки[19]
- 2008 — Амазонки предпочитают викингов[20]

Как актёр:
- 2016 — Второе счастье или кино за 40 часов.

## Дискография
- 2017 — Shake Dat Ass[21]
- 2018 — Эндорфины[22]
- 2018 — The Ballad of Valid[23]

## Клипы
- 2018 — Эндорфины[24].